# Nemesia arboricola
Nemesia arboricola là một loài nhện trong họ Nemesiidae.
Nemesia arboricola được miêu tả năm 1903 bởi Pocock.